# Marshmallow

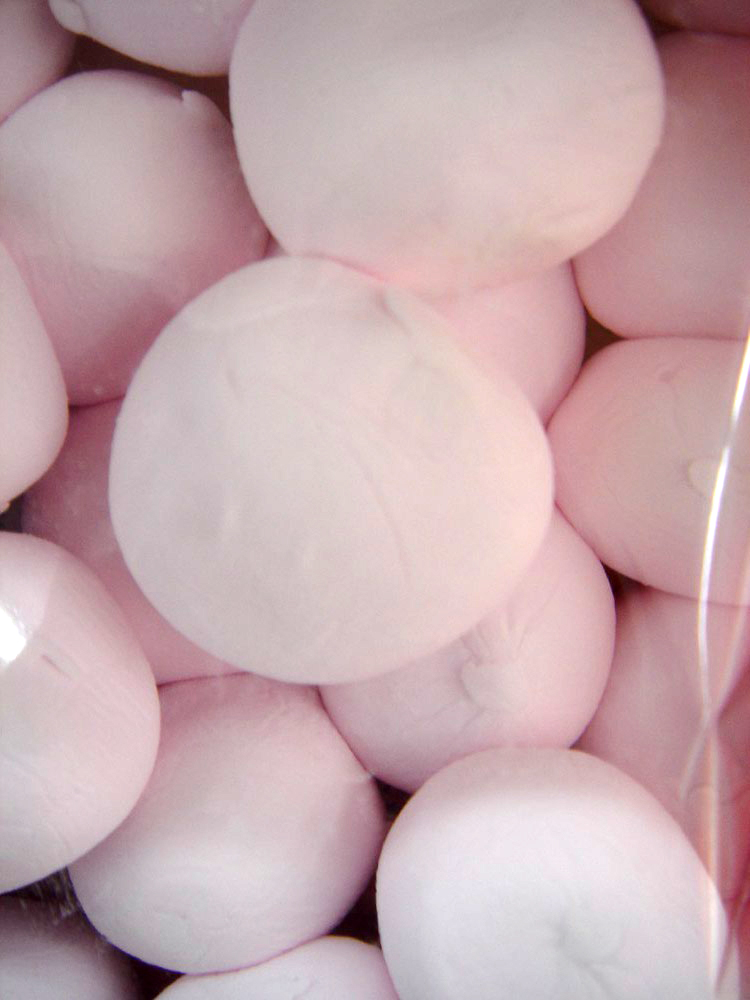
Rosa marshmallows.

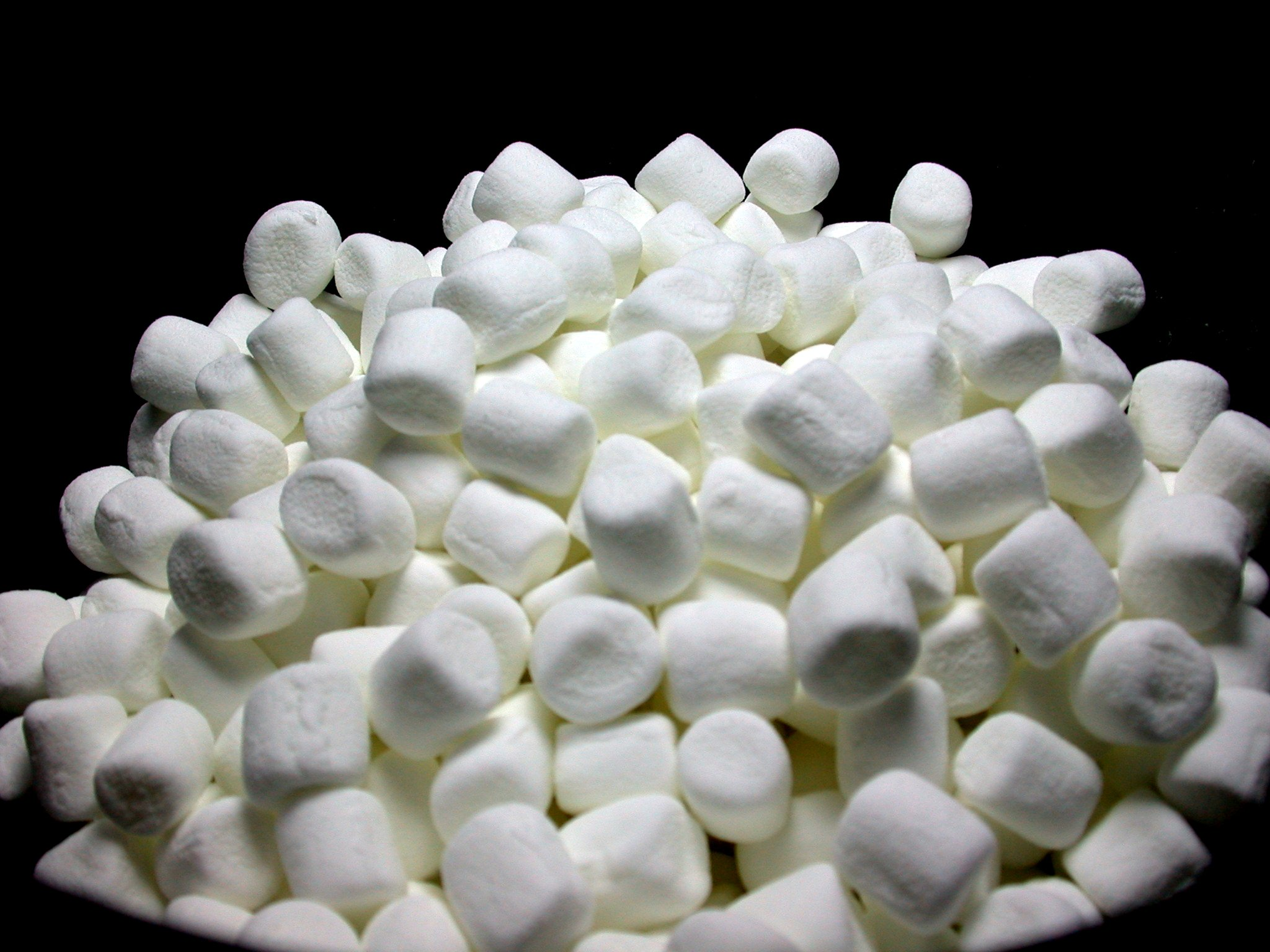
Vita marshmallows.

Marshmallow (marshmallower eller marshmallows i plural) är ett skumgodis som ofta är vitt och smakar vanilj, men förekommer även i andra färger och smaker.
Marshmallows går att köpa i vanliga livsmedelsaffärer. Marshmallows kan användas exempelvis på glasstårta och i varm choklad, eller grillas och ätas på kex med choklad (s'more). En vanlig marshmallow innehåller glukos-fruktossirap, socker, dextros, vatten, gelatin och aromämnen.

## Historia
Marshmallows är en gammal form av konfekt som förekom i Egypten omkring år 2000 f Kr och ursprungligen gjordes på läkemalvans rötter. Läkemalva heter på engelska marsh mallow och det är från växten som godiset fått sitt namn. Stjälkarna skalades och man använde märgen, som hade en svampaktig textur som påminner om moderna marshmallows, och kokade denna i sockerlag varefter den torkades. Saven från läkemalvan hade medicinska effekter och marshmallows kunde användas som medicin mot inflammationer.
I början av 1800-talet började marshmallows istället göras på gelatin, hårt vispad äggvita och het sockerlag. I slutet av 1800-talet startade massproduktion och 1948 introducerade amerikanen Alex Doumak maskinen som blandar ingredienserna, formar massan och kapar bitarna.

## Varianter
Det finns även marshmallowkräm som kallas Fluff som på konsistensen liknas vid grillade marshmallows. Fluff innehåller glukossirap, socker, torkad äggvita och vanillin. Denna produkt är mycket populär i USA och är en av huvudingredienserna i sandwichen "Fluffernutter". Fluffernutter består av två skivor vitt bröd där den ena skivan bres med jordnötssmör och den andra med Fluff.

## Populärkultur
I slutet av filmen Ghostbusters – Spökligan beordrar guden Gozer spökjägarna att välja formen för deras förintelse. Peter Venkman försöker tvinga sina medarbetare till att tömma sinnena men Ray Stantz råkar tänka på sitt barndomsminne av Stay Puft Marshmallow Man och strax därefter kommer en 30 meter hög marshmallowfigur.